# Gerardo Ercolessi
Gerardo Ercolessi (Pesaro, 18 ottobre 1861 – ...) è stato un militare italiano.
In servizio col grado di capitano di fanteria del Regio Esercito presso il distretto militare di Messina, venne arrestato il 5 luglio del 1904 dal tenente Giulio Blais nella sua abitazione insieme alla moglie, Guglielmina Zona, considerata sua complice. Le accuse erano alto tradimento, spionaggio militare, e aver sottratto e venduto alla Francia importanti documenti inerenti alla difesa dello Stretto.
La Francia sul finire dell'Ottocento era in pessimi rapporti non solo con la Germania e l'Impero austro-ungarico, ma a causa delle contrapposte politiche coloniali afro-asiatiche, anche con l'Italia e con la Gran Bretagna. Per tale motivo, l'Italia aveva intrapreso un esteso programma di difesa dei confini terrestri e delle coste, investendo ingenti capitali in armamenti e nella costruzione di fortificazioni costiere e di montagna, con particolare riferimento alle frontiere francesi e austriache e allo Stretto di Messina, punto nevralgico del Mediterraneo.
L'eccezionalità del caso Ercolessi, senza precedenti, fece nascere in proposito un ampio dibattito; alcuni giornali scrissero che il capitano Ercolessi doveva essere punito con la fucilazione alla schiena, altri affermarono che questi avrebbe dovuto essere giudicato, insieme alla moglie, dal tribunale militare, ed altri ancora sostennero che il giudizio doveva invece essere espresso da magistrati ordinari e che agli imputati si sarebbe dovuta applicare la pena stabilita dal codice penale, di status "civile".
Per la prima volta dall'Unificazione d'Italia, il giovane Stato italiano veniva coinvolto in modo travolgente in un fatto di spionaggio militare. L'opinione pubblica restò fortemente scossa dell'accaduto ed il fatto destò profondo turbamento e disprezzo per gli attentatori alla sicurezza nazionale.
Il caso Ercolessi, quasi ricalcando l'Affare Dreyfus avvenuto in Francia qualche anno prima, portò ad un processo, seguitissimo dalla stampa nazionale, davanti alla Corte d'assise di Messina, il quale si articolò in venti udienze.
Ascoltati i testimoni e presentate le richieste di condanna dell'accusa, facendo leva sulla pietà popolare per i figli degli Ercolessi, gli avvocati della difesa ottennero, contro l'evidenza delle prove, la piena assoluzione di Guglielmina Zona e una condanna a cinque anni e dieci mesi per Gerardo Ercolessi.
Domenica 14 gennaio 1906, alle otto del mattino, nella spianata della Real Cittadella di Messina, a distanza di sei mesi dalla sentenza della Corte d'assise, il capitano Ercolessi venne degradato ed espulso dall'Esercito.